# Pedra de Donama
La Pedra de Donama és una roca a la Serra Nevada de Santa Marta, al departament de Magdalena, Colòmbia, en què hi ha gravats molts petròglifs que representen símbols zoomorfs i abstractes. Té unes dimensions de 4 m de diàmetre i 3 d'alçada.
Se suposa que els tairona van fer aquesta talla en una època entre l'any 500 i el 1525. Fins ara es desconeix el significat d'aquests petròglifs. Algunes persones tairones li donen diversos significats simbòlics i espirituals.